# Wildcat ammunition
Wildcat kallas en kommersiell ammunitionstyp som modifierats, exempelvis strypts ned till en klenare kaliber än originalet. För det mesta görs detta i experimentsyfte, för att exempelvis uppnå extrema kulhastigheter eller extrem precision. I vissa fall blir varianterna så lyckade att det som ursprungligen var att betrakta som en wildcat utvecklas till en standardkaliber. Ett exempel på det senare är nerstrypningen av .250-3000 Savage till .22-250, där modifikationen idag är mycket vanligare förekommande än ursprunget.